# ザ マミーシリーズ

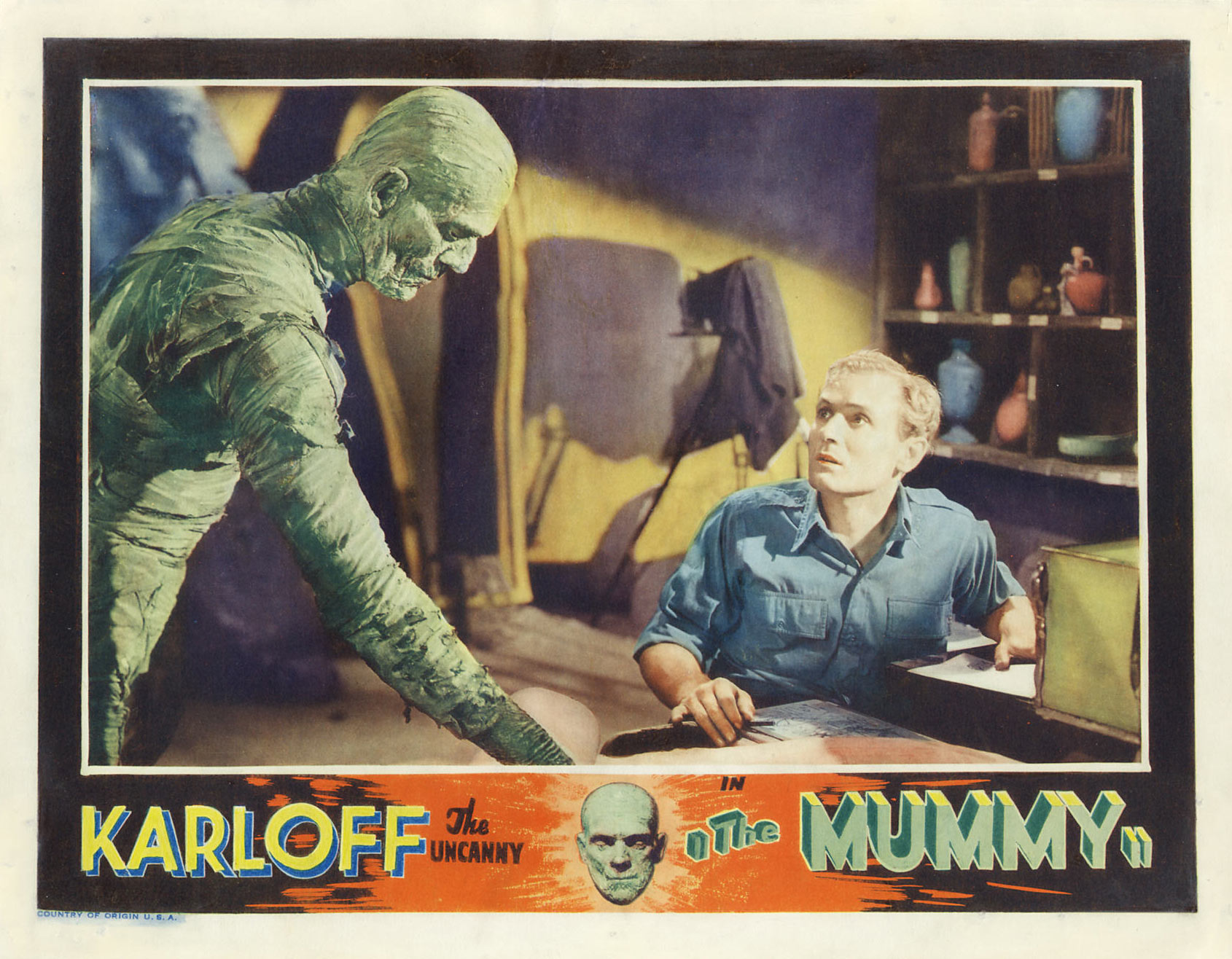
『ミイラ再生』のポスター

ザ マミーシリーズ（The Mummy Series）は、ミイラ男（マミー）を題材としたホラー映画シリーズ。オリジナルは1932年の『ミイラ再生』を初作とするユニバーサル映画による映画シリーズであるが、その後、1959年の『ミイラの幽霊』に始まるハマー・フィルムによるリメイクシリーズや、1999年の『ハムナプトラ/失われた砂漠の都』に始まるリメイクシリーズなども含んだ総称となっている。なお、それぞれのシリーズの第1作の原題はすべて『ザ・マミー』（The Mummy）である。

## シリーズ一覧

### ユニバーサル・モンスターズ

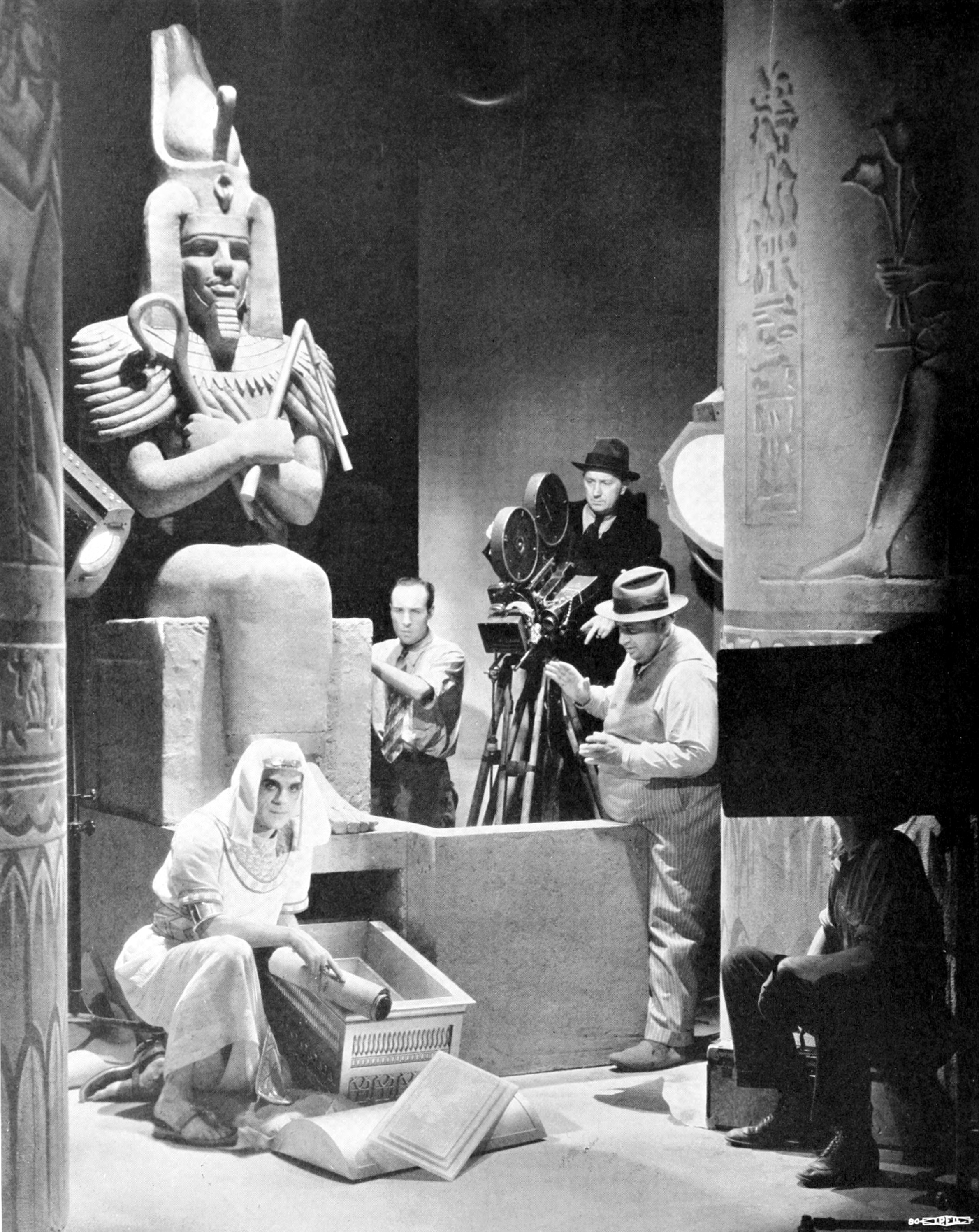
『ミイラ再生』の撮影風景

『ミイラ再生』から始まり、合計6作品が製作された。第1作ではミイラ男として蘇った古代エジプトの高僧イムホテップをボリス・カーロフが演じ、これ以降の作品に登場するミイラ男（カーリス）はトム・タイラー、ロン・チェイニー・ジュニア、エディ・パーカーが演じている。これらの作品は、ユニバーサル・モンスターズの作品として位置付けられている。
| 公開年 | 作品         | 監督                     | ミイラ役俳優               |
| ------ | ------------ | ------------------------ | -------------------------- |
| 1932年 | ミイラ再生   | カール・フロイント       | ボリス・カーロフ           |
| 1940年 | ミイラの復活 | クリスティー・キャバン   | トム・タイラー             |
| 1942年 | ミイラの墓場 | ハロルド・ヤング         | ロン・チェイニー・ジュニア |
| 1944年 | 執念のミイラ | レジナルド・ル・ボーグ   | ロン・チェイニー・ジュニア |
| 1944年 | ミイラの呪い | レスリー・グッドウィンズ | ロン・チェイニー・ジュニア |
| 1955年 | 凸凹ミイラ男 | チャールズ・ラモント     | エディ・パーカー           |

### ハマー・フィルム作品
1959年にハマー・フィルム・プロダクションが『ミイラの復活』『ミイラの墓場』をリメイク（近年では初代リブート作品と言われることもある）した『ミイラの幽霊』を製作し、合計4作品が製作された。最終作の『王女テラの棺』は、ブラム・ストーカーの小説『七つ星の宝石』を原作としている。
| 公開年 | 作品             | 監督                            | ミイラ役俳優         |
| ------ | ---------------- | ------------------------------- | -------------------- |
| 1959年 | ミイラの幽霊     | テレンス・フィッシャー          | クリストファー・リー |
| 1964年 | 怪奇ミイラ       | マイケル・カレラス              | ディック・オーウェン |
| 1967年 | ミイラ怪人の呪い | ジョン・ギリング                | エディ・ポーウェル   |
| 1971年 | 王女テラの棺     | セス・ホルト マイケル・カレラス | ヴァレリー・レオン   |

### ハムナプトラシリーズ
元々はクライヴ・バーカーによる『ミイラ再生』のリメイク企画が進められており、ミイラを復活させようとする美術館館長の周辺で巻き起こる物語を暴力的に描く構想が練られていた。彼の構想は「ダーク、性的、神秘的」で、「素晴らしい低予算映画」になると報じられた。
1999年、スティーヴン・ソマーズが監督を務めたリメイク（近年では2番目のリブート作品と言われることもある）作品『ハムナプトラ/失われた砂漠の都』が公開された。この映画は1932年を舞台としており、古代エジプトの伝承・アクション・特殊効果・コメディの要素を盛り込み、バーカーが企画していたホラーよりも冒険的な要素に重点を置いている。ハムナプトラシリーズは合計3作品製作された他、スピンオフ作品やアニメ作品も製作されている。スコーピオン・キング作品は、『2』以降はビデオリリースとなっている。
『呪われた皇帝の秘宝』が公開された後、マリア・ベロは続編について「絶対にある」と述べ、契約書にもサインしたと語っている。ルーク・フォードも続編3作品への出演契約を交わしている。しかし、2012年にユニバーサル・ピクチャーズは続編の製作を取り止めることを発表している。
| 公開年         | 作品                             | 監督                                  | ミイラ役俳優            |
| -------------- | -------------------------------- | ------------------------------------- | ----------------------- |
| 1999年         | ハムナプトラ/失われた砂漠の都    | スティーヴン・ソマーズ                | アーノルド・ヴォスルー  |
| 2001年         | ハムナプトラ2/黄金のピラミッド   | スティーヴン・ソマーズ                | アーノルド・ヴォスルー  |
| 2001年- 2003年 | ハムナプトラ (アニメ)            | エディ・ハッチンス ディック・セバスト | ジム・カミングス        |
| 2002年         | スコーピオン・キング             | チャック・ラッセル                    | N/A                     |
| 2008年         | スコーピオン・キング2            | ラッセル・マルケイ                    | N/A                     |
| 2008年         | ハムナプトラ3 呪われた皇帝の秘宝 | ロブ・コーエン                        | 李連杰 ラッセル・ウォン |
| 2012年         | スコーピオン・キング3            | ロエル・レイネ                        | N/A                     |
| 2015年         | スコーピオン・キング4            | マイク・エリオット                    | N/A                     |
| 2018年         | スコーピオン・キング5            | ドン・マイケル・ポール                | N/A                     |

### ダーク・ユニバース
2014年、ユニバーサル・ピクチャーズは『ミイラ再生』の他、『透明人間』『フランケンシュタインの花嫁』『魔人ドラキュラ』『狼男』『大アマゾンの半魚人』などの歴代モンスター映画をリブートした新シリーズを製作するために、アレックス・カーツマンとクリス・モーガンを製作チームに迎え入れたことを発表した。2017年にはシリーズの名称が「ダーク・ユニバース」であることが発表され、第1作として『ミイラ再生』のリブート作品『ザ・マミー/呪われた砂漠の王女』が製作された。
| 公開年 | 作品                          | 監督                   | ミイラ役俳優     |
| ------ | ----------------------------- | ---------------------- | ---------------- |
| 2017年 | ザ・マミー/呪われた砂漠の王女 | アレックス・カーツマン | ソフィア・ブテラ |

## 派生作品

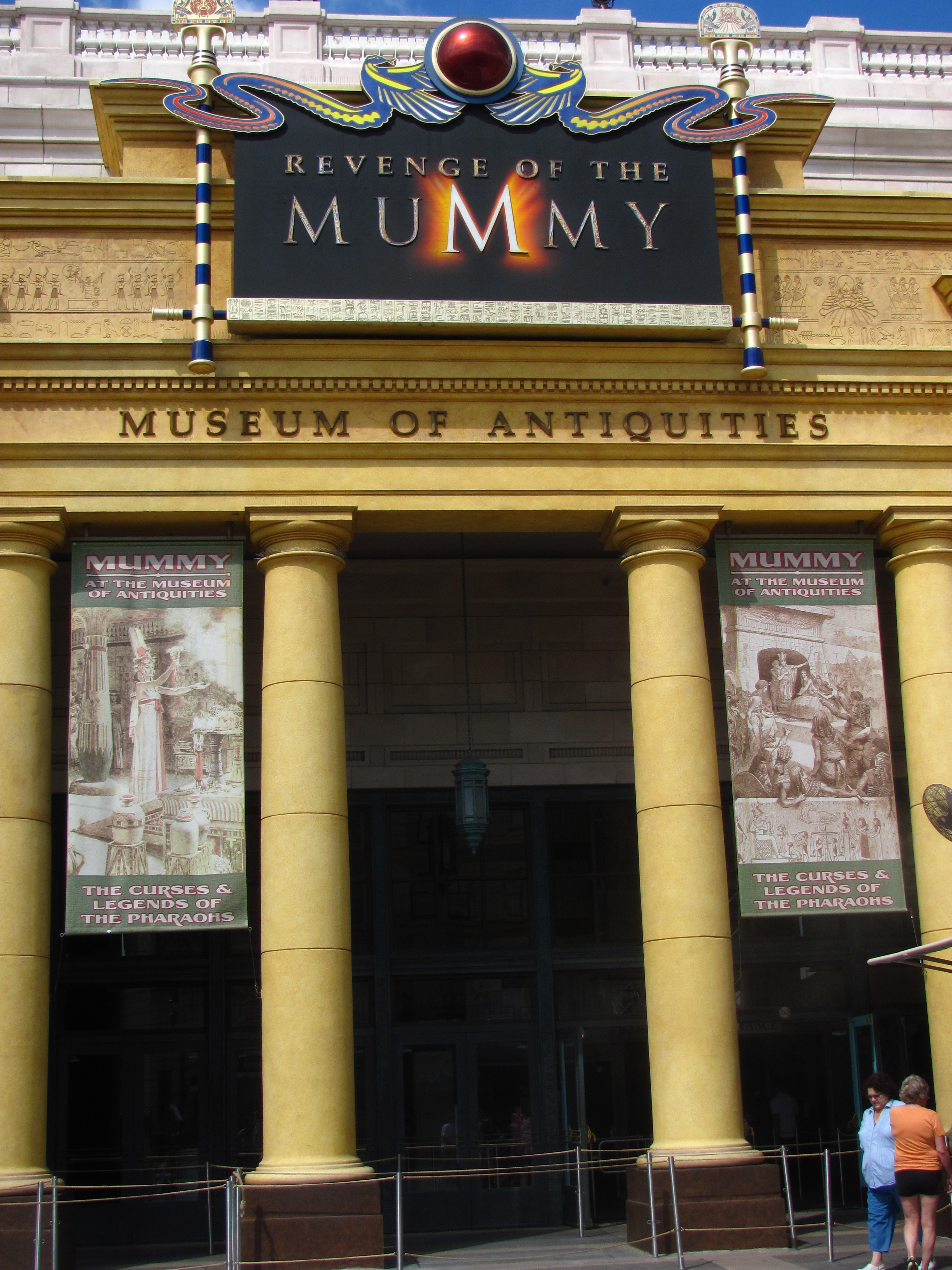
ユニバーサル・スタジオ・フロリダ内のアトラクション「Revenge of the Mummy」の入り口

1999年にRebellion Developmentsから『ハムナプトラ』のゲーム作品が2本発売され、2000年にはコナミからPlayStation・PC用アクションアドベンチャーゲームと、ゲームボーイカラー用パズルゲームが発売されている。2001年にはPlayStation 2用ゲーム「The Mummy Returns」が開発され、ゲームボーイカラーのバージョンも同様にUniversal Interactiveから発売された。2008年にシエラエンターテインメントから「The Mummy: Tomb of the Dragon Emperor」が発売された。2012年3月にはマルチプレイヤーオンラインゲーム「The Mummy Online」が発売された。
2001年5月にカオス!コミックは、「The Mummy Valley of the Gods」というタイトルで3シリーズの連載を開始した。物語は『ハムナプトラ』と『ハムナプトラ2』の間を描く予定で、リックとエヴリンは新婚旅行で訪れたエジプトで騒動に巻き込まれ、砂漠の下に眠る神の谷を探すという内容だったが、2作目以降は描かれず連載は中断した。これはカオス!コミックが2002年に倒産し、作品の権利を売却したためである。2008年にはIDWパブリッシングから別のシリーズ「The Mummy: the Rise and Fall of Xango's Ax」が連載され、こちらは完結している。
2001年から2003年にかけて、ユニバーサル・アニメーション・スタジオからハムナプトラシリーズを基にしたアニメシリーズ『The Mummy: The Animated Series』が製作された。シリーズは途中から「The Mummy: Secrets of the Medjai」に改題されている。また、ユニバーサル・スタジオ・ハリウッド、ユニバーサル・スタジオ・フロリダ、ユニバーサル・スタジオ・シンガポールではアトラクション「リベンジ・オブ・ザ・マミー」が開設された。